# Villa Allatini
La villa Allatini (en grec moderne : Βίλλα Αλλατίνι) est un bâtiment baroque de trois étages situé à l'est de la municipalité de Thessalonique et sur l'avenue de la Reine Olga (el).

## Histoire
Il a été construit en 1898 par l'architecte italien Vitaliano Poselli (en),. Il est à noter que c'est le même architecte qui a conçu les moulins Allatini (en) qui ont été fondés en 1890. À cette époque, la région où se trouve la villa s'appelait le district des « Campagnes » ou « Tours », limite la plus orientale de Thessalonique.
Commanditée par Charles Allatini, la villa était à l'origine la résidence de campagne de la famille Allatini. Après l’émergence du mouvement des Jeunes Turcs, de 1909 à 1911, le lieu servit de résidence au sultan Abdul Hamid II qui, après avoir été défait par les Jeunes Turcs, y vécut en résidence surveillée,. En 1926, il a abrité l’école philosophique pendant un an, le département unique de l’université nouvellement fondée de Thessalonique alors qu’il était utilisé comme hôpital pendant la guerre gréco-italienne (1940-1941).
La demeure est classée monument historique en 1977. À partir de 1979, des services du ministère de l'Intérieur ont occupé les lieux, puis le siège du nome de Thessalonique. En 2011, après la mise en œuvre du programme Kallikratis, la préfecture a été supprimée et remplacée par des organes régionaux autonomes. Aujourd'hui, la Villa Allatini abrite l'administration de la région de Macédoine-Centrale.